# Moszczana (rejon żółkiewski)
Moszczana (ukr. Мощана) – wieś na Ukrainie w rejonie lwowskim (wcześniej w rejonie żółkiewskim) obwodu lwowskiego.
Znajduje się tu przystanek kolejowy Moszczana, położony na linii Lwów – Rawa Ruska – Hrebenne.

## Historia
Pod koniec XIX w. część wsi (okolicy szlacheckiej) Kamionka Wołoska w powiecie rawskim.